# Метрон (игра)
Метро́н — интерактивный фильм в жанре survival horror с элементами квеста, созданный в 2003 году российской любительской компанией «Корбан Лазер Геймс» и официально изданный в 2004 году компанией «Медиа-Сервис 2000». Самими разработчиками позиционировался как видеоквест-триллер.

## Игровой процесс

Скриншот из игры. Главная героиня только что нашла квестовый предмет (скалку для теста)

Игровой процесс представляет собой подобие видеоквеста и строится на сочетании интерактивных экранов и кат-сцен. Взаимодействие с объектами происходит при помощи манипулятора по принципу point-and-click. Всё действие сыграно реальными актёрами при минимальном использовании компьютерной графики.
Игрок на протяжении всей игры управляет главной героиней Полиной Петровой, однако в нескольких кат-сценах действие происходит без её участия. Управление осуществляется при помощи иконок в виде рук и стрелок на интерактивных экранах. Нажатие на руку запускает кат-сцену взаимодействия с неким объектом на данной локации, нажатие на стрелку — кат-сцену с переходом на другую локацию. На некоторых локациях можно найти предметы, которые помещаются в инвентарь для дальнейшего использования на других интерактивных экранах.
Как правило, от игрока не требуется быстрота реакции, однако в некоторых случаях при промедлении с выбором действия запускается кат-сцена, в которой Полина погибает.
Игра издана на трёх DVD-дисках и может быть запущена с любого из них как на PC, так и на PlayStation 2 и даже на бытовом DVD-проигрывателе. При запуске не с первого диска в инвентаре будут присутствовать все предметы, которые должны быть собраны в ходе игры с самого начала.
Снятые сцены выдержаны в стилистике трэш-кинематографа. Съёмки проходили в Коренёво, а ключевые роли исполнили местные старшеклассники. Съёмочный процесс осуществлялся с минимальным бюджетом и при использованием крайне примитивных спецэффектов: например, для демонстрации свечения глаза Метрона использовалась лазерная указка, а пролитая кровь изображалась кетчупом. «Трэшевый» уровень визуальной составляющей отмечен даже издателем в сопроводительном тексте, размещённом на собственном сайте.
В качестве саундтрека на протяжении почти всей игры используются различные разрозненные семплы. Исключение составляет финальная песня, звучащая во время концовки «Добро победило».

## Сюжет
Действие происходит в подмосковном Коренёво. Старшеклассница по имени Полина Петрова становится случайной свидетельницей убийства, совершённого Метроном — пробудившимся древним демоном. При участии своих одноклассников Полина начинает собственное расследование. Однако вскоре над всеми героями нависает смертельная опасность.

## Разработка
Игра разрабатывалась любительской компанией «Корбан Лазер Геймс», базирующейся в подмосковном посёлке Коренёво (в настоящее время входит в состав посёлка Красково Люберецкого района Московской области) и существовавшей с 1999 по 2006 годы. К моменту выхода «Метрона» компанией были созданы интерактивные видеофильмы «Поиск пропавших компьютеров», «Палач. Зловещий ужас» и «Бухло», также позиционирующиеся как видеоквесты. Последним её проектом стал видеоквест «Остров», увидевший свет в 2005 году.

## Критика и отзывы
Выход игры оказался практически незамеченным, а немногочисленные рецензии — отрицательными. Рецензенты отмечали низкое качество актёрской игры и примитивность технической части, в особенности спецэффектов. Тем не менее обозреватель белорусской газеты «Компьютерные вести» порекомендовал читателям ознакомиться с игрой, воспринимая её как пародию.